# 托马斯·费尔马伦
湯馬士·維爾馬倫（荷蘭語：Thomas Vermaelen，發音：[ˈtoːmɑs fərˈmaːlə(n)]；1985年11月14日—），是一名比利時已退役足球運動員，球員時代司職中堅，曾經是比利時國家足球隊助教。

## 足球生涯

### 艾克倫
華美倫的足球事業開始於比利時安特衛普的球會艾克倫，該隊經合併成為現時的热米纳尔比尔肖特。

### 阿賈克斯
2000年，維爾馬倫加入荷蘭足球隊阿賈克斯的青年隊發展。經過四年紮根於阿賈克斯後，維爾馬倫於2004的2月15日首次在荷甲聯賽上陣，協助阿賈克斯以2-0擊敗禾寧丹。雖然最終阿賈克斯成為2003/2004年度荷甲冠軍，但該場卻是維爾馬倫在賽季中唯一得到上陣機會的比賽。
在2004/2005年賽季，維爾馬倫被阿賈克斯外借至荷甲球會華域克。他為華域克上陣13次並射入2球。
在2005/2006年賽季，維爾馬倫回歸阿賈克斯，在事業取得突破。他成為阿賈克斯的正選球員並協助球隊贏得荷蘭盃，其良好表現亦令他開始被比利時國家足球隊選入大軍名單中。
在2006/2007年賽季，維爾馬倫再次協助球隊贏得荷蘭盃，令阿賈克斯在該項比賽中成功衛冕。
多年來，费尔马伦一直與青年軍隊友阿賈克斯扼守後防。但隨著海廷加於2007/2008年賽季結束後從阿賈克斯轉會到马德里竞技，维尔马伦便開始與比利時同鄉费尔通亨合作鎮守中路。
在2008/2009年賽季，陣中射手兼隊長亨特拉尔在冬季轉會窗期間被賣出，維爾馬倫便在餘下賽季起被任命為阿賈克斯隊長。在2009年夏天，傳聞指英超球隊阿森纳對維爾馬倫有興趣，但阿森纳球探托尼·亚当斯隨即否認他是阿森纳的轉會目標，並表示維爾馬倫並不適合阿森纳。

### 阿森纳
然而，在2009年6月19日，阿森纳以1200萬歐元收購费尔马伦，他與阿森纳簽訂4年合約，並穿上5號球衣。
在2009/2010年賽季，即維爾馬倫加盟阿森纳後首季，他經已成為隊中正選，取代同年轉會至曼城的科洛·图雷，與加拉斯合作扼守中路。維爾馬倫在2009年8月15日對陣埃弗顿的比賽中首次代表阿森纳上陣，並接應范佩西的傳中球為阿森纳攻入1球，成為阿森纳史上第84名在處子戰入球的球員，最終他協助球隊以6-1大勝埃弗顿。在餘下賽季，他參與了33場英超比賽，攻入7球之多，加上於歐冠杯作客標準列治的比賽中射入1球，他以合共取得8球的成績成為隊中第五名入球最多球員，亦是眾阿仙奴後衛中入球最多的。
费尔马伦首季表現受廣泛肯定，除了被提名成為比利時年度最佳運動員外，亦成為由英格蘭職業足球運動員協會選出的英超最佳十一人中中堅位置的首選。他硬朗的踢法，被阿森纳球迷稱為"Verminator"。
在2010/2011年季前熱身賽中，由於球隊隊長法比加斯、副隊長范佩西及阿穆尼亚均沒有上陣，费尔马伦在酋長杯對陣AC米蘭的比賽中擔當隊長一職。可惜的是，踏入2010/2011年賽季，费尔马伦雖然在首三仗英超比賽中均能上陣，但其後在代表比利時對陣德國的比賽中弄傷了阿基里斯腱，其後軍醫證實他再不能代表阿森納出戰2010/2011年賽季的所有比賽。
2011年4月28日，费尔马伦在重傷後首次進行正式比賽，於奧脫福球場對曼聯的預備組賽事中踢足90分鐘，並擔任隊長。同日出場的還有前鋒阿利亚迭雷（前阿森納前鋒，因當時沒有效力的球會而在阿森納跟操）及曼聯中場弗莱彻。同年5月8日，華美倫進入了聯賽對史篤城的18人大軍，但終沒有後備上場。5月15日，維爾馬倫教重傷後首次於聯賽上陣，在主場迎戰阿斯頓維拉比賽中正選上陣，並踢足全場，可惜球隊以1比2落敗。
2012/2013的英格蘭超級足球聯賽，由於隊長范佩西轉會至曼聯，费尔马伦於新賽季擔任球隊隊長，後者曾對前者的轉會消息感到失望。然而，該賽季费尔马伦的個人表現亦未盡人意，而多次後防失誤令溫格把他和另一位同樣表現欠差的門將什琴斯尼雪藏至替補席上，直到後來由於中堅默特萨克於作客對西布罗姆维奇時於禁區內剷跌朗治被判紅牌離場，费尔马伦才有機會上陣出場，幫助球隊以1:2獲勝，取得重要的三分。

### 巴塞隆納
2014年8月9日，阿森納官方宣布费尔马伦加盟巴塞羅那並签约五年，穿上23號球衣，转会费为1880万欧元。惟加盟巴塞后一直受伤患困扰，上场次数不多，但加盟仅一季便取得了西甲冠军、国王杯以及歐聯冠军，此前他在阿森納仅只取得一个英格兰足总杯冠军。
時常受到傷病困擾的維爾馬倫，在2016-17賽季被出租至義大利足球甲級聯賽羅馬隊，即便如此，整個賽季在聯賽也僅出場9次，難以證明自身實力。
夏季轉會窗口包括英超艾佛頓、水晶宮等球隊均有考慮引進維爾馬倫，但最終維爾馬倫選擇留隊，作為巴塞隆納第四中衛。11月27日西甲第13輪，在中後衛馬斯切拉諾傷缺、皮克累積五張黃牌停賽，巴塞隆納僅剩烏迪迪一名中後衛，主帥巴爾維德不得已啟用久未上場的維爾馬倫，雖然最終1-1戰平瓦倫西亞，但維爾馬倫發揮平均以上的水準。

### 神戶勝利船
2019年7月27日，華美倫宣布以自由身加盟神戶勝利船，雙方合約至2021年12月。
2022年1月21日，華美倫宣布掛靴並會擔任比利時國家足球隊的助教。

## 榮譽
阿賈克斯
- 荷甲 冠軍：2003/2004年
- 荷蘭盃 冠軍：2005/2006年、2006/2007年
- 告魯夫盾 冠軍：2007年、2008年

阿森納
- 英格蘭足總盃 冠軍：2013/2014年

巴塞羅那
- 西甲 冠軍：2014/2015年，2015/2016年，2017/2018年，2018/2019年
- 西班牙國王盃 冠軍：2014/2015年，2015/2016年，2017/2018年
- 西班牙超級盃 冠軍：2018/2019年
- 歐洲聯賽冠軍盃 冠軍：2014/2015年
- 歐洲超級盃 冠軍：2015年
- 世界冠軍球會盃 冠軍：2015年，

神戶勝利船
- 天皇盃冠軍：2019年

比利時
- 世界盃季軍：2018年

個人
- PFA年度最佳陣容：2009/2010年

## 外部連結
- 足球数据库：托马斯·维尔马伦的球员统计数据
- Voetbal International profile
- 阿仙奴官方 華美倫檔案 （页面存档备份，存于）

| 體育角色 | 體育角色           | 體育角色 |
| -------- | ------------------ | -------- |
| 前任：   | 隊長 2012年-2014年 | 繼任：   |